# Comptosia flavipenna
Comptosia flavipenna är en tvåvingeart som beskrevs av Yeates 1991. Comptosia flavipenna ingår i släktet Comptosia och familjen svävflugor.
Artens utbredningsområde är Northern Territory, Australien. Inga underarter finns listade i Catalogue of Life.